# Сырцев, Дмитрий Николаевич
Дмитрий Николаевич Сырцев (15 октября 1968, Томск — 22 февраля 2014) — советский и российский хоккеист, нападающий. Мастер спорта России по хокею, мастер спорта России международного класса по ринкболу.

## Биография
Родился в Кировском районе Томска, младший брад Александра Сырцева (род. 1962), с которым играл в ряде команд. Встал на коньки в четыре года. Начинал заниматься хоккеем в ДЮСШ № 4, затем уехал в спортивный интернат Свердловска. Бронзовый призёр хоккейных турниров зимней Спартакиады РСФСР 1985 и зимней Спартакиады народов СССР 1986 в составе сборной Свердловской области. Армейскую службу проходил в молодёжном составе свердловкого СКА. С сезона 1986/87 — в составе «Луча» Свердловск, в составе которого в 1988 году вышел в первую лигу. По ходу следующего сезона вернулся в Томск и стал играть в одной тройке с братом за «Кедр».
Летом 1992 года был на просмотре в екатеринбургском «Автомобилисте». Выступал за команды «Рубин» Тюмень (1993/94), «Сибруда» (Таштагол, 1994/95), «Янтарь» Северск (1995/96 — 2001/02, 2005/06, 2007/08), «Вымпел» Междуреченск (2002/03), «Енбек» Алма-Ата (чемпионат Казахстана 2003/04).
Серебряный призёр чемпионата мира по ринкболу 2000 года в Швеции в составе сборной России.
Вошёл в десятку лучших спортсменов Томской области 2000 года.
В 2005—2011 годах работал в МЧС России в пожарной части № 8 Северска, в эти же года играл за «Янтарь» в домашних матчах, работал тренером в ДЮСШ «Смена». Обучался в Омском институте физкультуры.
Скончался в феврале 2014 года от редкого заболевания, которое было диагностировано у него двумя годами ранее.
В память о Сырцеве в Северске был организован детский турнир.